# 薛斯高夫足球會

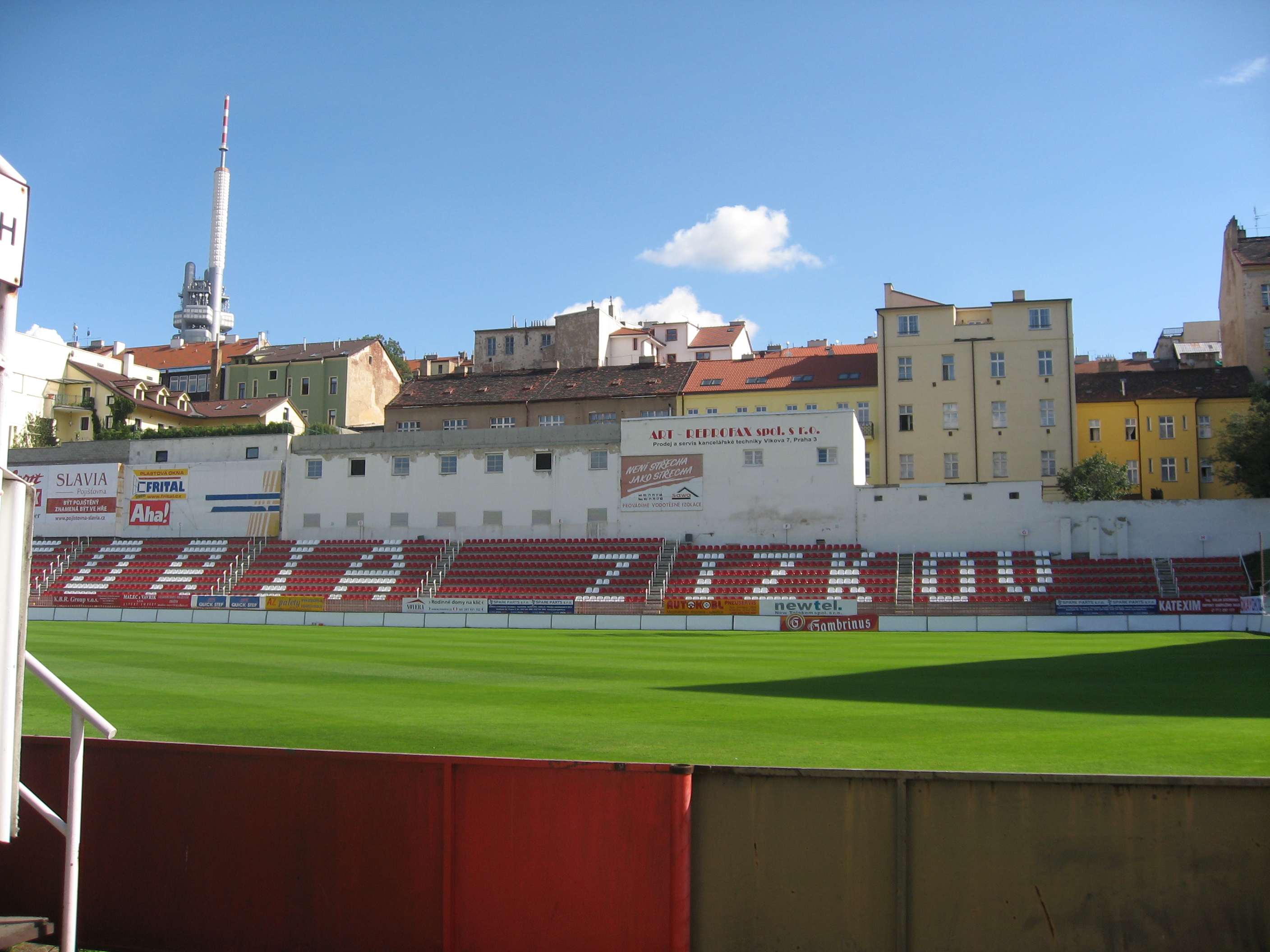
Viktoria Stadion

日热科夫胜利足球俱乐部是一支位於捷克布拉格的職業足球會，目前於捷克足球乙級聯賽角逐，薛斯高夫是捷克最悠久的足球會。

## 榮譽
- 捷克斯洛伐克甲組足球聯賽
  - Champions 1927–28

- 捷克盃
  - Champions 1993–94, 2000–01

- 捷克足球乙級聯賽
  - Champions 2006–07

## 外部連結
- Official website